# Општина Смардан (Галац)
Смардан (рум. Smârdan) општина је у Румунији у округу Галац.
Oпштина се налази на надморској висини од 23 m.